# Marianoïta
La marianoïta és un mineral de la classe dels silicats, que pertany al grup de la wöhlerita. Rep el seu nom per Anthony Nicola Mariano (1930-), mineralogista, geòleg i petrògraf nord-americà, en reconeixement de les seves contribucions a l'estudi de les roques alcalines i de les carbonatites. Mariano és expert en elements de terres rares (REE), niobi, tàntal i altres metalls rars. Va ser descoberta a les carbonatites del Llac Prairie, a l'àrea del llac Killala, al districte de Thunder Bay, a Ontario, Canadà. Aquesta espècie va ser descreditada per l'IMA l'any 2020 en ser idèntica a la wöhlerita.

## Característiques
La marianoïta és un silicat de fórmula química Na₂Ca₄(Nb,Zr)₂(Si₂O₇)₂(O,F)₄. Va ser aprovada com a espècie vàlida per l'Associació Mineralògica Internacional l'any 2005, i publicada per primera vegada el 2008. Cristal·litza en el sistema monoclínic. La seva duresa a l'escala de Mohs és 6.
Segons la classificació de Nickel-Strunz, la marianoïta pertany a «09.BE - Estructures de sorosilicats, amb grups Si₂O₇, amb anions addicionals; cations en coordinació octaèdrica [6] i major coordinació» juntament amb els següents minerals: wadsleyita, hennomartinita, lawsonita, noelbensonita, itoigawaïta, ilvaïta, manganilvaïta, suolunita, jaffeïta, fresnoïta, baghdadita, burpalita, cuspidina, hiortdahlita, janhaugita, låvenita, niocalita, normandita, wöhlerita, hiortdahlita I, mosandrita, nacareniobsita-(Ce), götzenita, hainita, rosenbuschita, kochita, dovyrenita, baritolamprofil·lita, ericssonita, lamprofil·lita, ericssonita-2O, seidozerita, nabalamprofil·lita, grenmarita, schüllerita, lileyita, murmanita, epistolita, lomonossovita, vuonnemita, sobolevita, innelita, fosfoinnelita, yoshimuraïta, quadrufita, polifita, bornemanita, xkatulkalita, bafertisita, hejtmanita, bykovaïta, nechelyustovita, delindeïta, bussenita, jinshajiangita, perraultita, surkhobita, karnasurtita-(Ce), perrierita-(Ce), estronciochevkinita, chevkinita-(Ce), poliakovita-(Ce), rengeïta, matsubaraïta, dingdaohengita-(Ce), maoniupingita-(Ce), perrierita-(La), hezuolinita, fersmanita, belkovita, nasonita, kentrolita, melanotekita, til·leyita, kil·lalaïta, stavelotita-(La), biraïta-(Ce), cervandonita-(Ce) i batisivita.